# Beaufort-Spontinové
Beaufort-Spontinové je šlechtický rod původem z Lotrinska.

## Historie
Potomci rodu, který se píše po hradu Beaufort v dnešním Lucembursku a po hradu Spontin (v belgické provincii Namur), žili a působili ve službách Habsburků v Nizozemí, zde požívali titulu hraběte, od roku 1746 prvorozený markýze s důstojenstvím knížete a konečně v roce 1786 byl prvorozenému přiznán titul vévody Beaufort-Spontin. V roce 1816 získali český inkolát (a uznání stavu hrabat, vévodský titul pro prvorozeného jim byl v Rakousku uznán až roku 1876).
V Čechách vlastnili od roku 1813 Bečov nad Teplou, od roku 1837 též Toužim. Majetky jim kvůli kolaboraci s nacisty byly v roce 1945 v Čechách zabaveny a dnes žije rod v Rakousku. Heinrich Beaufort-Spontin (1880–1966) se ve třicátých letech 20. století stal členem Sudetoněmecké strany, na Bečově se objevil hákový kříž, oba jeho synové Friedrich a Albrecht pak bojovali ve druhé světové válce v řadách německé armády. Mladší Albrecht padl v Rusku. Friedrich Beaufort-Spontin (1916–1998) neúspěšně žádal po tehdejší ČSSR vydání rodinného majetku, který byl na základě poválečných Dekretů prezidenta Beneše zkonfiskován, cennější kusy nábytku a výzdoby se ocitly v itineráři na zámcích po celém Československu, méně významné kusy byly prodány nebo se ztratily.

### Relikviář svatého Maura
Beaufortové tak přišli i o relikviář svatého Maura. Tento svatý poklad, za jehož ochránce se považovali, převezli na konci v roce 1888 na český zámek v Bečově nad Teplou. V roce 1939 ukryl Heinrich Beaufort-Spontin relikviář svatého Maura spolu se 130 láhvemi francouzského koňaku a lahvemi vína na Bečově v bývalé hradní kapli Nanebevzetí Panny Marie. Těsně před koncem války odvezl část majetku do Rakouska, relikviář ale zůstal v suti hradní kaple. V roce 1984 Christian Beaufort-Spontin se svolením svého otce Friedricha Beaufort-Spontina pověřil Dannyho Douglase, aby se pokusil vyjednat vyzvednutí a vývoz relikviáře svatého Maura z komunistického Československa. Výsledkem však bylo, že relikviář objevili v roce 1985 českoslovenští kriminalisté.

## Rodové linie
Rod měl více větví, kromě Spontinů to byly Beaufort-Gones, Beaufort-Fallais a Beaufort-Celles. Naopak společné kořeny nemají ani s anglickými Beauforty ani francouzskými vévody z Beaufortu, kteří vzešli z nelegitimního svazku francouzského krále Jindřicha IV. a jeho milenky Gabrielly d'Estrées.

## Vévodové Beaufort-Spontin

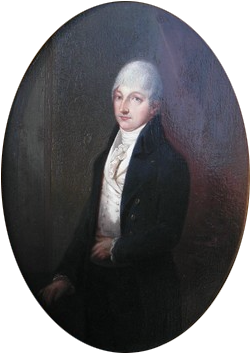
Frédéric Auguste, 1. vévoda de Beaufort-Spontin

1. Charles Albert († 1753), od roku 1746 nizozemský hrabě a markýz (Comte et Marquis) de Beaufort-Spontin; ∞ Marie Marguerite Rose Dorothée Victoire Comtesse de Glymes, Marquise de Courcelles et de Florennes († 1755), dcera Jeana Victurniena Josepha a Marguerite Ferdinande Isabelle de Glymes, Marquise de Florennes
  1. Frédéric Auguste Alexandre (1751–1817), 1. vévoda de Beaufort-Spontin
    1. Louis Ladislas Frédéric († 1834), 2. vévoda
    2. Carl Alfred August Konstantin (1816–1888), 3. vévoda a 1. kníže (od roku 1876)
      1. Friedrich Georg Maria Anton Michael (1843–1916), 4. vévoda a 2. kníže
        1. Heinrich Maria Eugen (1880–1966), 5. vévoda a 3. kníže
          1. Friedrich Josef Karl Maria Dominikus (1916–1998), 6. vévoda a 4. kníže
            1. prof. dr. Friedrich Christian Albrecht (* 1944), 7. vévoda a 5. kníže von Beaufort-Spontin, lékař radiolog, dříve profesor na univerzitě ve Štýrském Hradci
            2. dr. Christian Friedrich Walter hrabě Beaufort-Spontin (1947), v letech 1990–2000 ředitel sbírky zbraní Uměleckohistorického muzea ve Vídni, ∞ 1975 Eva Horzetzky Edle von Hornthal (1948); ∞ 2003 prof. dr. Sylvia Ferino-Pagden (* 1946)